# Carrick (Écosse)
Pour les articles homonymes, voir Carrick.

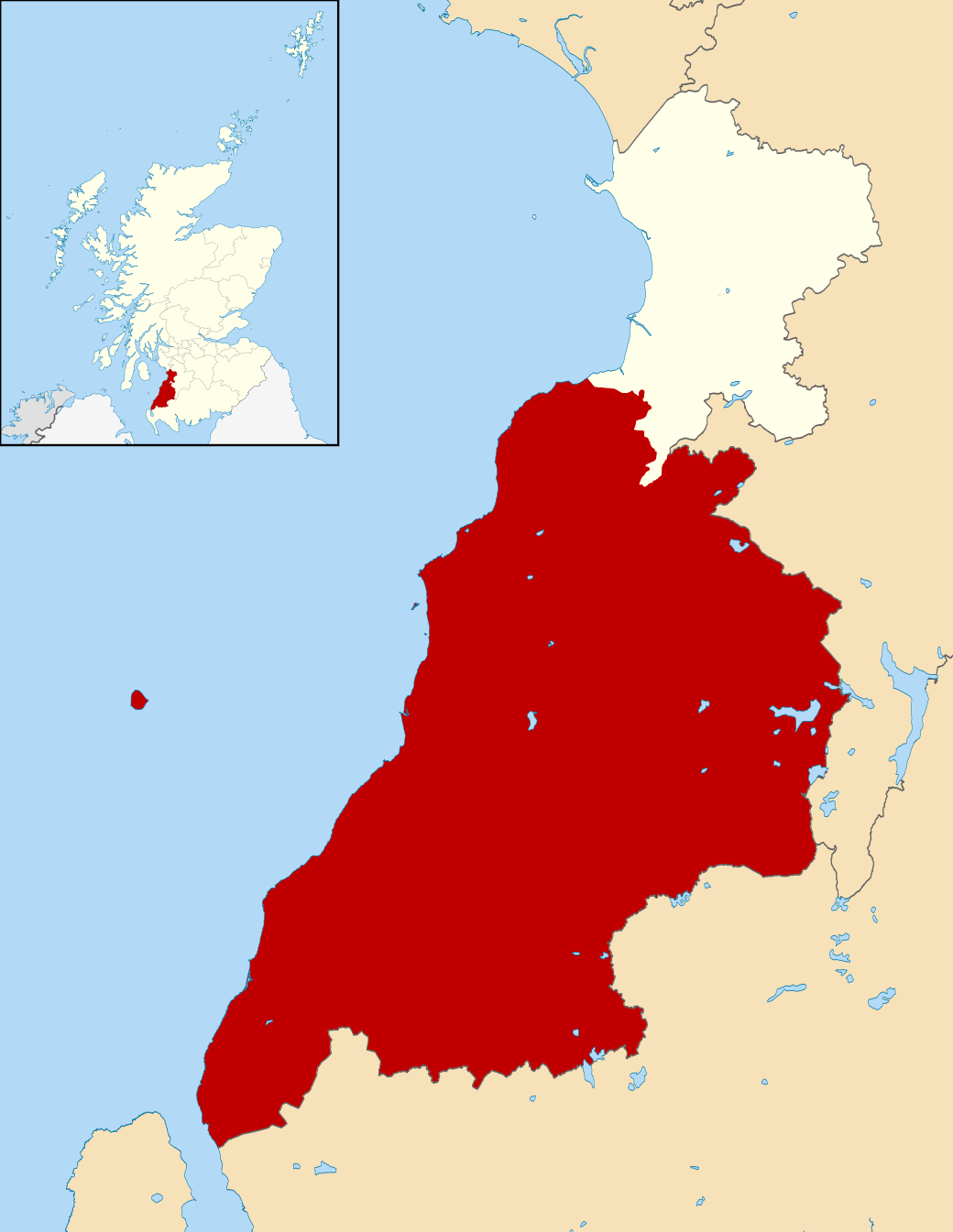
Une carte de la région de Carrick dans le sud de l'Ayrshire.

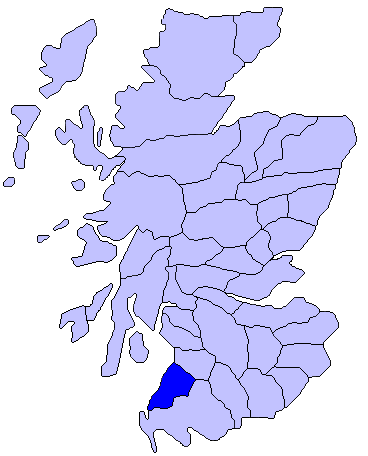
Carte de l'Ecosse montrant le district de Carrick

Carrick (en gaéliqueː A'Charraig) est un ancien district Écossais qui fait désormais partie du South Ayrshire.

## Histoire
Le district de Carrick était à l'origine une partie du Royaume de Galloway, dirigé depuis 1186 par les Lords de Galloway (en) lorsque le royaume fut accordé à Duncan, fils de Gilbert de Galloway. Il devint le premier à posséder le comté de Carrick. Son fils Neil devint le second comte, mais il n'eut pas d'héritier mâle donc sa fille, Marguerite (aussi connue sous le nom de Marjorie de Carrick) hérita du comté et devint comtesse de Carrick. Le comté passa à son fils Robert de Bruce.
Le comté de Carrick fut impliqué dans la guerre d'indépendance Écossaise menée par Robert de Bruce car la plupart des grandes familles de la région se joignirent à lui, notamment plusieurs branches du clan Kennedy.
Cette situation fit du comté un des principaux repères des Covenantaires durant le 17e siècle. De plus la côte rocheuse avec ses nombreuses alcôves cachées et ses criques était un endroit idéal pour la contrebande. Robert Burns à la fin du 18e siècle y fit carrière en tant que collecteur de taxe et "chasseur de hors-la-loi".
Le titre de Comte de Carrick est maintenant l’un des titres écossais les plus modestes de l’héritier du trône, actuellement le prince Charles, prince de Galles, dont le principal titre écossais est Duc de Rothesay .
Le mot Carrick vient surement du gaélique Carraig, qui signifie "roc" ou "endroit rocheux", ou il a peut-être conservé un nom antérieur du Breton Carreg, qui a une signification similaire (Carreg en Gallois). La ville de Maybole est la capitale historique de ma région de Carrick. Le comté fusionna finalement avec les comtés frontaliers pour former l'Ayrshire, ils étaient jusque-là divisés naturellement par les différentes rivières en trois districts: le district de Cunninghame au nord de la rivière Irvine (en), au centre le comté de Kyle le long du fleuve Ayr et au sud le long du fleuve Doon le district de Carrick. Ces trois districts une fois fusionnés formèrent l'Ayrshire. La fusion eut lieu à la suite de la Local Government (Scotland) Act 1889. Cette loi instaure un système uniforme de conseils de comté (en) et de conseils municipaux en Écosse et restructure de nombreux comtés écossais.
Le district de Kyle et Carrick était l'ancien nom (1975-1996) d'un district situé dans la région de Strathclyde. En 1996, il ne change pas physiquement, mais est renommé South Ayrshire .